# The Line
The Line (en àrab: ذا لاين; en català: la Línia) és una ciutat intel·ligent lineal projectada pel govern d'Aràbia Saudita, en construcció a la ciutat econòmica de Neom (Província de Tabuk). La ciutat està dissenyada perquè funcione sense carrers, cotxes, ni emissions de carboni.

## Història
En un marc internacional on les energies renovables agafaven pes, un dels principals productors mundials d'hidrocarburs, Aràbia Saudita, va començar a idear un pla estratègic per a diversificar el negoci i començar a deixar de dependre del petroli. Aquest objectiu, amb altres, va formar part del pla conegut com a Saudi Vision 2030. Aquest pla incloïa la creació d'una zona econòmica nova, batejada com Neom, projectada per a crear-se en el Golf d'Àqaba de la Mar Roja, per la seua proximitat amb les fronteres d'Egipte i Jordània. D'altra banda, en 2018, el país saudita era un dels més contaminants del món, arribant a emetre 624.987 quilotones de CO₂.
Al gener de 2021, el príncep d'Aràbia Saudita, Mohamed bin Salmán, va anunciar davant els mitjans la creació de la primera ciutat del país lliure d'emissions de diòxid de carboni, amb un disseny lineal —d'on prové el nom— per a evitar que hi haja carrers.

«Funcionarà amb energia 100 % neta, proporcionant entorns lliures de contaminació, més saludables i més sostenibles per a les persones residents.»Mohammed bin Salman (10 de gener de 2021)

La construcció del projecte va començar la tardor de 2022.

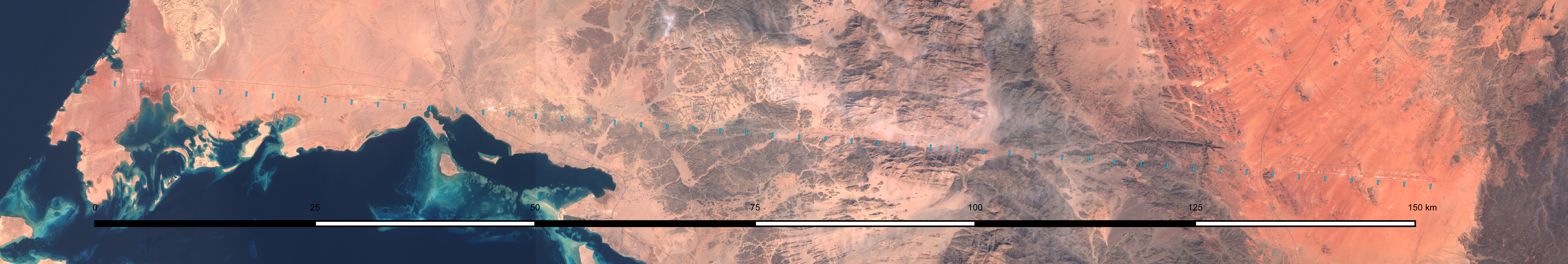
Estat de les excavacions de The Line, d'octubre de 2022.